# Karakeçili (district)
Karakeçili is een Turks district in de provincie Kırıkkale en telde in 2021 iets meer dan 3.000 inwoners. Het district heeft een oppervlakte van 170,1 km².

## Geschiedenis
Het huidige district Karakeçili was tot 1990 een dorp in het district Bala (provincie Ankara), maar verkreeg in 1990 de status van district van Kırıkkale.

## Bevolking
De bevolkingsontwikkeling van het district is weergegeven in onderstaande tabel.
| 1990  | 1997  | 2000  | 2007  | 2010  | 2015  | 2021  |
| ----- | ----- | ----- | ----- | ----- | ----- | ----- |
| 8.699 | 6.523 | 8.296 | 3.835 | 3.439 | 3.365 | 3.054 |

De bevolking van het district Karakeçili toont al meerdere decennia een dalende trend. Tussen 1990 en 2021 kromp de bevolking met ruim 5.600 personen - van 8.700 naar slechts 3.054 personen.
Het district wordt hoofdzakelijk bewoond door etnische Turken. In de twee dorpen die onderdeel van het district uitmaken, Akkoşan en Sulubük, wonen respectievelijk de nakomelingen van etnische Bosniakken en Krim-Tataren.

## Kernen
Karakeçili bestaat uit 8 'mahalleler' (stadswijken), die de stad Karakeçili vormen, en 2 dorpen. De grootste mahalle is 'Hoca Ahmet Yesevi' met 520 inwoners, terwijl 'Kurtuluş' de kleinste mahalle is met 200 inwoners. In totaal woonden er 2.767 inwoners in de stad Karakeçili.
De twee dorpen zijn Akkoşan en Sulubük. Akkoşan registreerde 176 inwoners in 2021, terwijl Sulubük 111 inwoners had.